# Skylab III (álbum)
Skylab III é o terceiro álbum de estúdio do cantor brasileiro Rogério Skylab, e também o terceiro de sua série de dez álbuns epônimos e numerados. Foi lançado de forma independente em 2002.
Skylab reconhece que Skylab III foi fortemente influenciado, tanto lírica quanto musicalmente, por um de seus maiores ídolos, o músico marginal Damião Experiença; o álbum foi dedicado a ele, e a faixa "Esqueletos" abre com um longo sample de uma das canções de Damião.
"Blues do Para-Choque", originalmente incluída no début de Skylab, Fora da Grei, foi aqui regravada. "Cântico dos Cânticos" contém inúmeros samples do filme de 1968 de Rogério Sganzerla O Bandido da Luz Vermelha e da canção de Arrigo Barnabé "Clara Crocodilo". "É Tudo Falso" utiliza samples das canções "Willie the Pimp", de Frank Zappa, e "Mongo", do Zumbi do Mato; junto a "Segunda-Feira", foi originalmente incluída na compilação de 2002 Tributo ao Inédito.
O álbum pode ser baixado gratuitamente no site oficial de Skylab.

## Faixas
Todas as faixas escritas e compostas por Rogério Skylab. 
| N.º | Título                 | Duração |  |
| 1.  | "Segunda-Feira"        | 3:52    |  |
| 2.  | "Acorda, Siva Maria"   | 2:23    |  |
| 3.  | "Lágrimas de Sangue"   | 4:34    |  |
| 4.  | "Inferno"              | 5:08    |  |
| 5.  | "Blues do Para-Choque" | 3:34    |  |
| 6.  | "Dólar"                | 3:35    |  |
| 7.  | "Cocô"                 | 3:42    |  |
| 8.  | "Esqueletos"           | 4:44    |  |
| 9.  | "Cântico dos Cânticos" | 5:09    |  |
| 10. | "É Tudo Falso"         | 3:11    |  |
| 11. | "Tiger"                | 2:41    |  |

## Créditos
- Rogério Skylab – vocais, produção
- Toni Boca – guitarra (faixas de 1 a 9)
- Wlad – baixo (faixas de 1 a 9)
- Sérgio Naciffe – bateria (faixas de 1 a 9)
- Alexandre Guichard – violão (faixas de 1 a 9)
- Alexandre BG – guitarra (faixa 11)
- Leonel Vilar – baixo (faixa 11)
- Marcelo Paz – bateria (faixa 11)
- Duda Suliano – mixagem
- Luiz Tornaghi – masterização
- Solange Venturi – fotografia
- Luísa Bousada – arte de capa